# Асамов, Хуснутдин Асамович
Хуснутдин Асамович Асамов — советский хозяйственный, государственный и политический деятель.

## Биография
Родился в 1932 году в Ташкенте. Член КПСС.
С 1953 года — на хозяйственной, общественной и политической работе. В 1953—1983 гг. — инженерный и хозяйственный работник в городе Ташкенте, председатель исполкома Ташкентского городского Совета депутатов трудящихся, директор Ташкентского зонального научно-исследовательского института экспериментального проектирования, начальник Главного управления по озеленению и благоустройству исполкома Ташкентского городского Совета депутатов трудящихся.
Избирался депутатом Верховного Совета Узбекской ССР 6-8-го созывов.
Жил в Узбекистане.

## Награды и звания
- орден Трудового Красного Знамени (01.03.1965[1])
- орден Дружбы народов (19.03.1981)
- орден «Знак Почёта» (1969)